# COMIC BAVEL
COMIC BAVEL（コミックバベル）は、文苑堂が2014年12月より発行している成人向け漫画雑誌である。
文苑堂より当誌に先行して創刊され、現在はWebコミックとして配信されているCOMIC EUROPA（コミックエウロパ）（→後継誌「ダスコミ」）についても本項にて取り上げる。

## 概要
文苑堂は1955年に株式会社文苑堂東京店として設立（2003年に現商号に改称）以来、書籍、雑誌などの出版取次や出版物の発売代行の事業を行っていたが、2013年に自社が発行元となる成人向けアンソロジーコミック「BBB COMICS」を出版し、2014年4月には成人向け漫画雑誌「COMIC EUROPA」（後述）を創刊した。
若生出版が発行する成人向け漫画雑誌「COMICプルメロ」が、若生出版の事業縮小により2014年9月に休刊したのに伴い、プルメロの編集者および大半の作家陣を文苑堂が受け入れる形で、プルメロの事実上の後継誌として同年12月に「COMIC BAVEL」が創刊された。
当初は隔月刊で偶数月22日（発売日はプルメロと同じである）発売であったが、2015年8月号より月刊化した。また、コンビニ扱いだったプルメロとは異なり、成年コミックマークが付けられ、書店扱いとなる。
2015年末には、同年9月に休刊したマックスの成人向け漫画雑誌「COMICポプリクラブ」の一部作家陣も受け入れている。

## 表紙
（2017年10月号時点・五十音順）
- しおこんぶ
- 鈴月あこに
- 関谷あさみ
- 橘由宇
- ぴょん吉
- 丸新
- 丸和太郎
- 夢乃狸

## 主な掲載作家
○印は、バベルコミックスまたはエウロパコミックスより単行本が刊行されている作家。

◇印は、バベルデジタルコミックスで単行本（電子書籍）が配信されている作家。

（2017年10月号時点・五十音順）

### プルメロより移籍
- あくま
- 朝峰テル[6] ○
- あり ◇
- あるぷ ◇
- 伊藤屋
- INAGO ◇
- 魚野シノメ
- 川崎直孝
- 桑拓木
- げげら俊和 ○
- Ken-1
- ゲンツキ ○
- こうたろう
- しおこんぶ ○
- 終焉 ○
- シュガーミルク ○
- 芹沢
- 武田あらのぶ
- 橘由宇 ○
- チバトシロウ ○
- 東磨樹 ○
- ニム
- ぬくぬく
- 猫モード
- 橋広こう ○
- はるきち ○
- 伴カズヤス ○
- 宏式 ○
- 牧だいきち ○
- ま〜つ
- 丸和太郎 ○
- ミナトイトヤ
- 美矢火 ○
- 夢乃狸 ○[7]

### ポプリクラブより移籍
- 綾乃れな ○
- 伊空いなさ ○[8]
- いずみやおとは
- いちこ → 亀吉いちこ ○[9]
- いちはや ○
- うめ子
- 海老名えび ○
- emily ○
- 大嘘 ○
- 加賀あくる ○
- かぽんこたろう
- 櫻井マキ[10]
- 中年
- 名仁川るい ○◇
- はづき
- 花札さくらの ○◇
- 広乃あずま ○
- まうめん
- むかいきよはる ○

### その他
原則として2回以上掲載された作家のみを取り上げる。イラストのみの執筆は除く。
- あたげ
- 阿月唯
- 阿部いのり
- 新井大器
- 或十せねか
- 一宮夕羽
- ichiro
- waves
- 遠藤弘士
- 鉄巻とーます
- 潤咲まぐろ
- キクタ
- 奇仙
- きょくちょ
- ささちん
- syou
- じょにー
- 白石Nスケ
- 鈴月あこに
- スピリタス太郎
- すみよし
- 平いっすい
- 関谷あさみ
- Tear
- Tiko
- でらうえあ
- ともみみしもん
- トヨ
- なかに ○
- なしぱすた
- 7zu7
- にくたま
- ねこ＠るこ
- 羽原ヒロ
- Billion
- ぴりりねぎ ○
- ひなづか凉
- 増える納豆
- fu-ta
- ぷよちゃ ○
- ぽっこら
- みぞね ◇
- 武藤まと
- めの子
- ヤマダユウヤ
- 山本善々
- yumoteliuce
- 来太 ◇
- Rusty Soul
- ロックハート

## COMIC EUROPA
COMIC EUROPA（コミックエウロパ）は、文苑堂が2014年4月から2015年4月まで紙媒体の隔月刊誌として発行し、2015年7月以降はWebコミックとして配信している成人向け漫画雑誌である。創刊当時、文苑堂としては初の定期刊行誌であった。
Webコミック化以降はVol.7（2016年7月1日配信）までは奇数月の配信だったが、2016年9月は配信がなく、同年10月28日配信のVol.8より偶数月配信となっている。2017年6月28日配信のVol.12より誌名ロゴがリニューアルされている。Vol.21（2018年12月28日配信）で休刊。2019年5月末から「ダスコミ」が隔月配信されている。

### 表紙
紙媒体時代は全てここあが担当していた。

#### Webコミック化以降
（Vol.12（2017年6月28日配信）時点・五十音順）
- あゆま紗由
- 或十せねか
- 奥森ボウイ
- さがら梨々
- 跳馬遊鹿
- 早川あかり
- 東山エイト
- 108号
- まうめん
- 水原優

### 主な掲載作家
○印はエウロパコミックスまたはバベルコミックスより単行本が刊行されている作家。

◇印はバベルデジタルコミックスより単行本（電子書籍）が配信されている作家。

□印はポプリクラブより移籍した作家。

☆印は後にコミックバベルに掲載された作家。

△印はコミックバベルからのゲスト作家。

以上に該当しない作家については原則として2回以上掲載された作家のみ取り上げる。

（Vol.10（2017年2月24日配信）時点・五十音順）
- 蒼津ウミヒト[11] ○□△
- ichiro
- うみうし ○
- うめ子 □☆
- 海老名えび ○□☆
- emily ○□△
- oberon
- 加賀あくる ○□△
- かねことしあき ○
- 辛口しゅーくりーむ □
- 午後13時
- 五月雨せつな ○
- 鈴月あこに ☆
- 涼宮和貴 ☆
- 竹之内すあま
- 田中銀二
- 跳馬遊鹿 → ゆぅ〜が ○[12]
- 直かめ ☆
- 夏八
- 名仁川るい ○◇□☆
- 花札さくらの ○◇□△
- 東山エイト
- ぴりりねぎ ○☆
- フジツナ
- broiler ○☆
- ぽてころ ○
- 松鷹ぞん
- むかいきよはる ○□☆
- むーんらいと
- めの子 ☆
- Yukian ☆
- 柚木まき △
- 夜歌 ○
- 四方山哲 ○
- 来太 ◇☆
- 羅ぶい ○□
- リーフィ
- LOLICEPT